# Будивельное
Будивельное (укр. Будівельне) — посёлок, Белокопытовский сельский совет, Глуховский район, Сумская область, Украина.
Код КОАТУУ — 5921581003. Население по переписи 2001 года составляло 319 человек.

## Географическое положение
Посёлок Будивельное находится в 2-х км от правого берега реки Клевень. На расстоянии в 1 км расположено село Белокопытово. К посёлку ведёт железнодорожная ветка от города Глухов, тупиковый разъезд Заруцкий.

## Экономика
- Заруцкий известковый карьер, глубина 40 м.
- Заруцкий известковый завод, ООО.